# 普雷西迪奧縣 (德克薩斯州)
普雷西迪奧縣（英語：Presidio County）是位於美国德克萨斯州西部的一個縣，西、南界墨西哥，面積7,304平方公里。根據2020年美國人口普查，共有人口6,131人。縣治馬爾法（Marfa）。該縣成立於1850年1月3日，縣名以在格蘭德河以南、建於18世紀的北方堡（Presidio del Norte）命名。